# Alimentation à quai

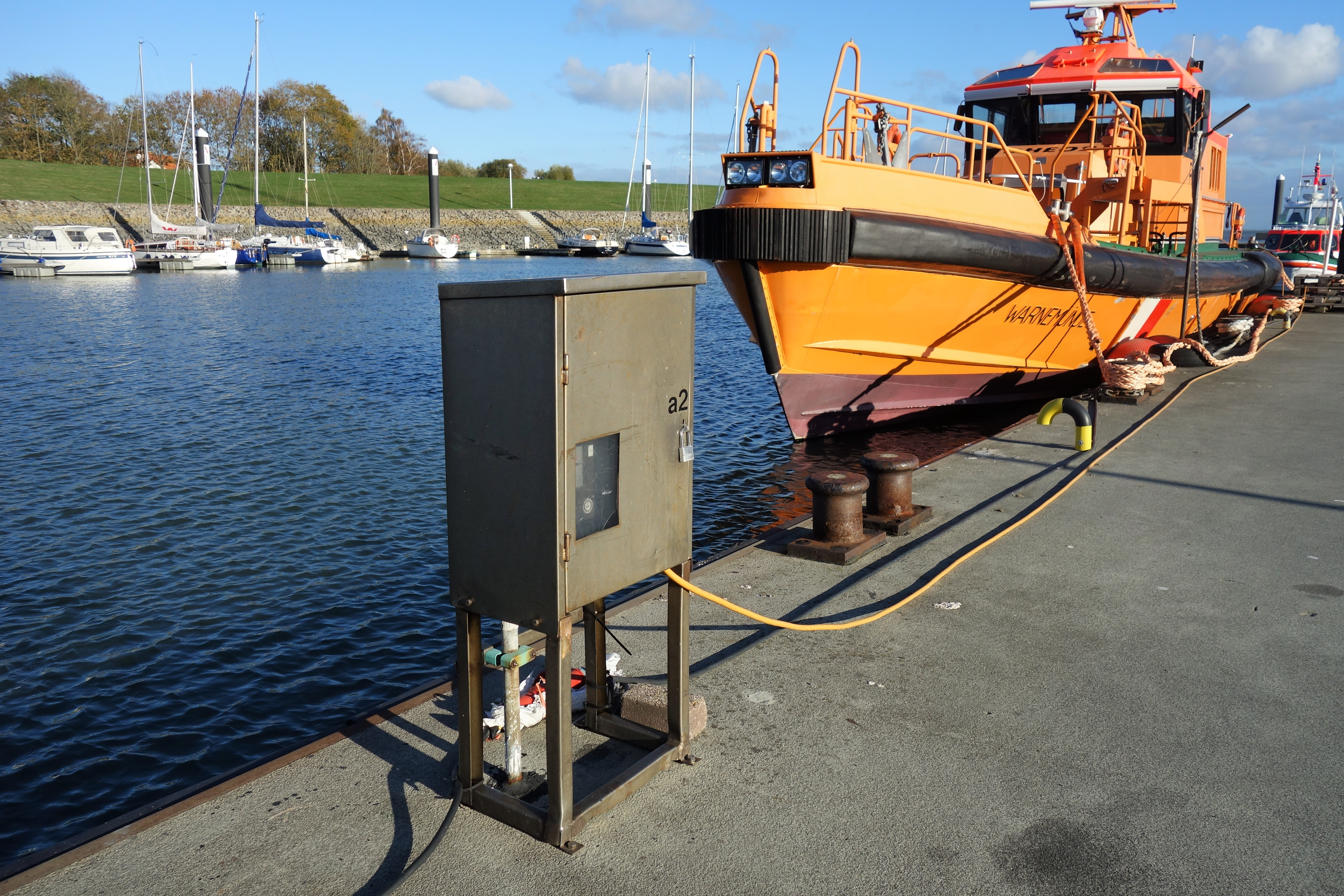
Bateau pilote relié au réseau électrique

L'alimentation à quai d'un bateau est la substitution du réseau électrique général à sa propre alimentation pendant tout le temps où il est stationné à un quai doté de l'équipement nécessaire.

## Principe
Même à quai, un navire opérationnel a besoin d'électricité pour les servitudes de bord. Sur les paquebots de croisière géants en escale, qui continuent à faire fonctionner tous les services pour les passagers, ces besoins se chiffrent en dizaines de mégawatts. Ainsi, un paquebot de classe Oasis dispose d'une capacité de production d'électricité de 100 MW, pour alimenter sa climatisation, ses moyens informatiques, ses ascenseurs, son éclairage, etc.
La plupart des navires en escale laissent tourner leur moteur, ou un de leurs moteurs, pour produire l'électricité nécessaire. L'alimentation à quai offre une alternative. 

## Enjeu écologique
Dans le cas des grands paquebots, l'alimentation à quai est un enjeu environnemental conséquent. Lorsqu'ils produisent leur propre électricité à quai, cela revient à faire fonctionner dans le port une centrale thermique au rendement assez mauvais, et brûlant du fioul lourd très polluant, d'où d'importantes émissions de dioxyde de carbone et une pollution de l'air au niveau local : un grand paquebot à quai représente une pollution locale (oxydes d'azote, particules fines...) équivalente à la circulation quotidienne de 10 000 à 30 000 voitures. L'alimentation à quai offre donc un gain considérable en matière d'environnement.
Les grands porte-conteneurs ont aussi une consommation électrique considérable, sans être du même ordre que les paquebots, et l'alimentation à quai présente également un intérêt pour ces navires.

## Déploiement
L'alimentation à quai nécessite des équipements spécifiques à la fois pour le port et pour le navire. La plupart des navires utilisent de l'électricité 60 hertz pour leurs équipements, alors que les réseaux terrestres utilisent généralement une fréquence de 50 Hertz, sauf en Amérique du nord. Une transformation électrique est dont généralement nécessaire.
Une règlementation européenne adoptée en 2023 prévoit que tous les grands navires marchants devront utiliser l'alimentation à quai dans les principaux ports européens en 2030, dans le but de réduire la pollution de l'air.